# Vorparlament

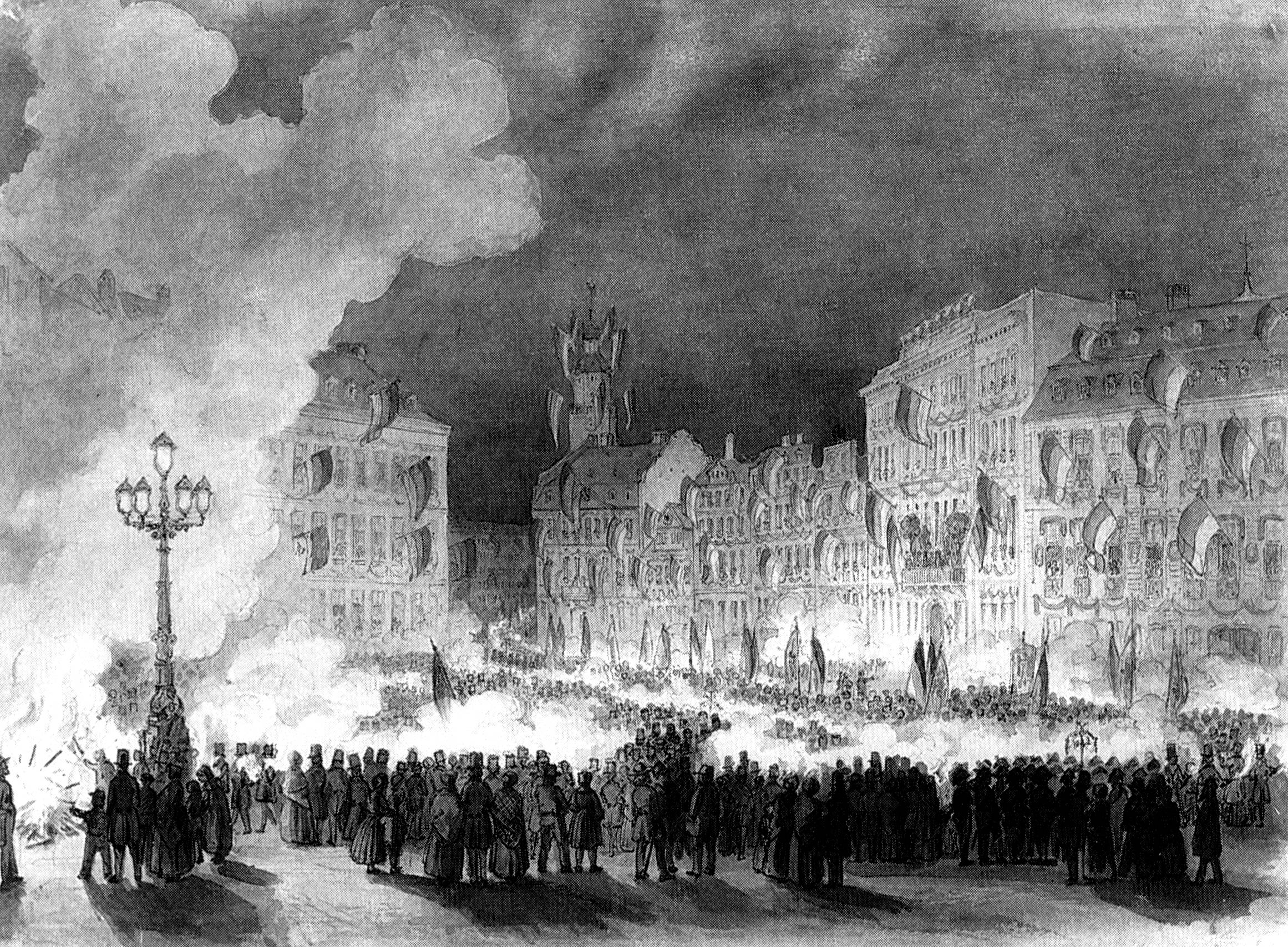
Fackelzug für das Vorparlament, 1848

Das Vorparlament war eine Versammlung von 574 Männern, die 1848 die Wahl der Frankfurter Nationalversammlung vorbereiten sollte. Das Vorparlament tagte vom 31. März bis zum 3. April 1848 in der Frankfurter Paulskirche, in der ab dem 18. Mai auch die Nationalversammlung zusammenkam. Einberufen worden waren die Teilnehmer des Vorparlaments von einer letztlich privaten, jedenfalls revolutionären Initiative. Trotz des Namens war das Vorparlament kein Parlament.

Institutionen im revolutionären Deutschland in der Zeit des Vorparlaments

Im Vorparlament trat der Gegensatz von Liberalen und Demokraten zu Tage, wie er auch das entstehende Parteiensystem in Deutschland beeinflussen sollte. Die Demokraten teilten sich wiederum in eine gemäßigte und in eine radikale Linke. Beiden Seiten gelang es nicht, bereits inhaltliche Grundsätze für die spätere Nationalversammlung festzuschreiben. So wurde der radikaldemokratische Antrag abgelehnt, das Vorparlament bereits als vorläufiges Parlament Deutschlands anzusehen, eine Regierung einzusetzen und die Monarchie abzuschaffen. Doch auch die Liberalen konnten ihr Verfassungsprogramm nicht durchsetzen, ohne den Auszug aller Demokraten zu riskieren und somit die Legitimation des Vorparlaments infrage zu stellen.
Die inhaltlichen Fragen wurden schließlich der Nationalversammlung überlassen. Das Vorparlament hatte aber Einfluss auf das Bundeswahlgesetz, mit dem der weiterhin existierende Bundestag die Nationalversammlung wählen ließ. Außerdem wählte es einen Fünfzigerausschuss, der den Bundestag bis zum Zusammentritt der Nationalversammlung beaufsichtigte.

## Entstehung

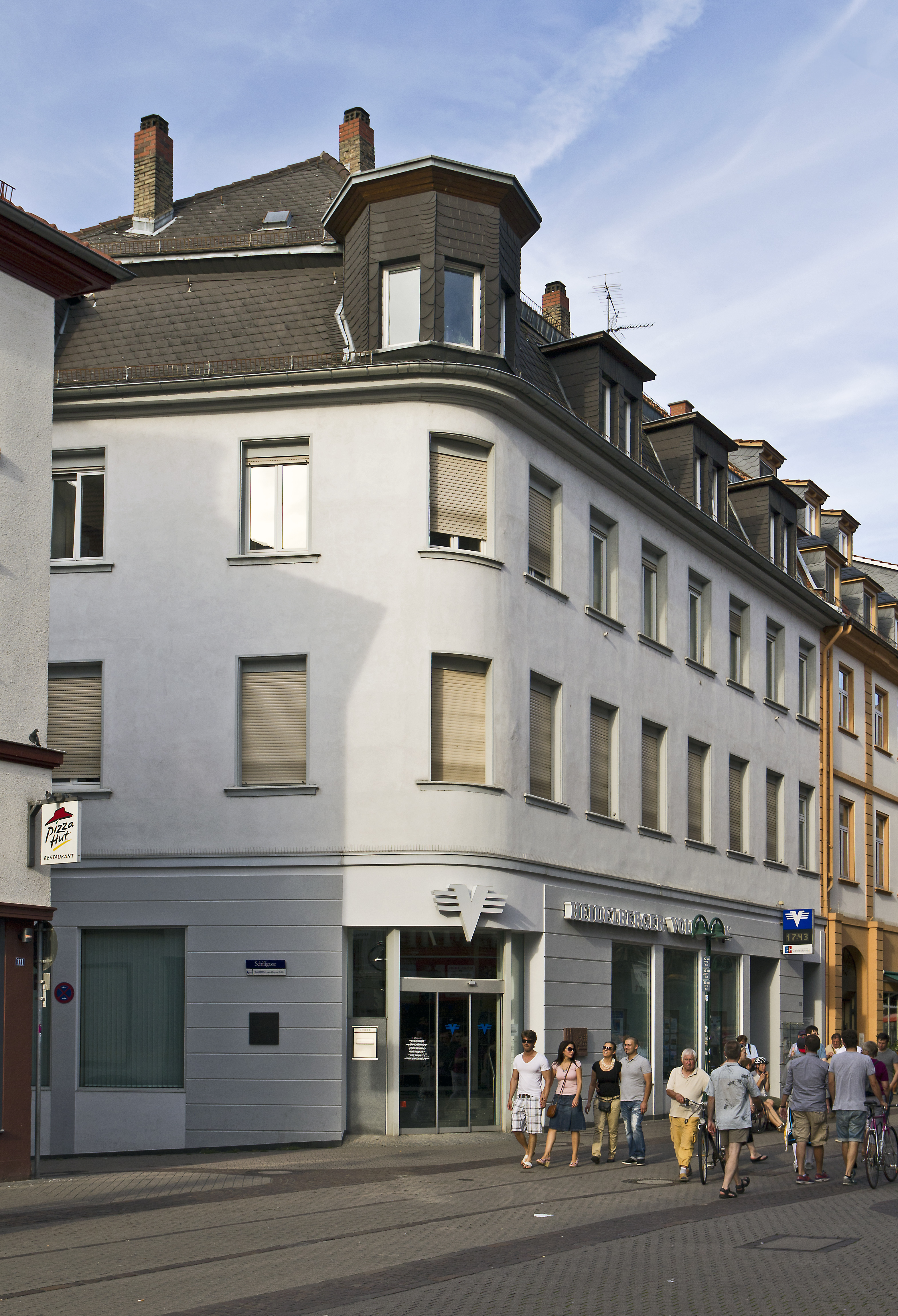
Das Hotel Badischer Hof in Heidelberg

Bereits am 5. März 1848, also noch vor den revolutionären Ereignissen in Wien und Berlin, gab es auf Initiative von Johann Adam von Itzstein ein privates Treffen von liberalen und demokratischen Politikern, die Heidelberger Versammlung der 51. Zu den 51 Teilnehmern gehörten radikale Demokraten wie Gustav von Struve und Friedrich Hecker, die eine deutsche Republik forderten, und liberale Konstitutionelle, wie Heinrich von Gagern. Sie wünschten sich eine monarchische Reichsgewalt neben einem gewählten Parlament im Sinne der Gewaltenteilung; aus Gagerns Sicht sollte nicht einmal eine Nationalversammlung, sondern eine Zusammenarbeit der Staaten die Verfassung des Deutschen Bundes ändern und neue Organe einführen. Diese Trennlinie der Revolution zeigte sich also bereits zu diesem frühen Zeitpunkt.
Einig waren sich die 51 Männer allerdings darin, dass ein deutsches Parlament gewählt werden sollte, eine Nationalversammlung. Die Heidelberger Versammlung wählte daher sieben Männer, einen Siebenerausschuss, mit von Gagern, Römer, Welcker, Itzstein, Stedmann, Willich und Binding. Er sollte eine zweite Versammlung einberufen (das Vorparlament), die für die Wahl der Nationalversammlung eintrat.
Der Siebenerausschuss lud am 12. März ausgesuchte Persönlichkeiten ein zum Vorparlament: sowohl aktuelle als auch frühere Mitglieder von gesetzgebenden Organen in deutschen Staaten, aber auch andere wie Robert Blum. Somit war das Vorparlament nicht durch die bestehende legale Ordnung, sondern allein durch die direkte Aktion, durch revolutionäre Handlung legitimiert. Diese „Veranstaltung von öffentlichem Rang“ war zwar nicht staatlich anerkannt, wie Ernst Rudolf Huber schreibt, aber doch mehr als ein rein privates Treffen.
Die Liberalen wie Gagern waren sich der öffentlichen Bedeutung und Unterstützung der Versammlung bewusst. Sie betrachteten das Vorparlament zunächst aber mit Sorge, da sie fürchteten, dass die Linke eine Mehrheit haben würde. Gerüchten nach habe vor allem Itzstein zahlreiche Linke eingeladen. Doch am Nachmittag des 30. März stellten die Liberalen erleichtert fest, dass sie selbst viel stärker waren als vermutet. Gerade Gagern hatte sich um das Erscheinen vieler Liberaler bemüht.

## Zusammensetzung

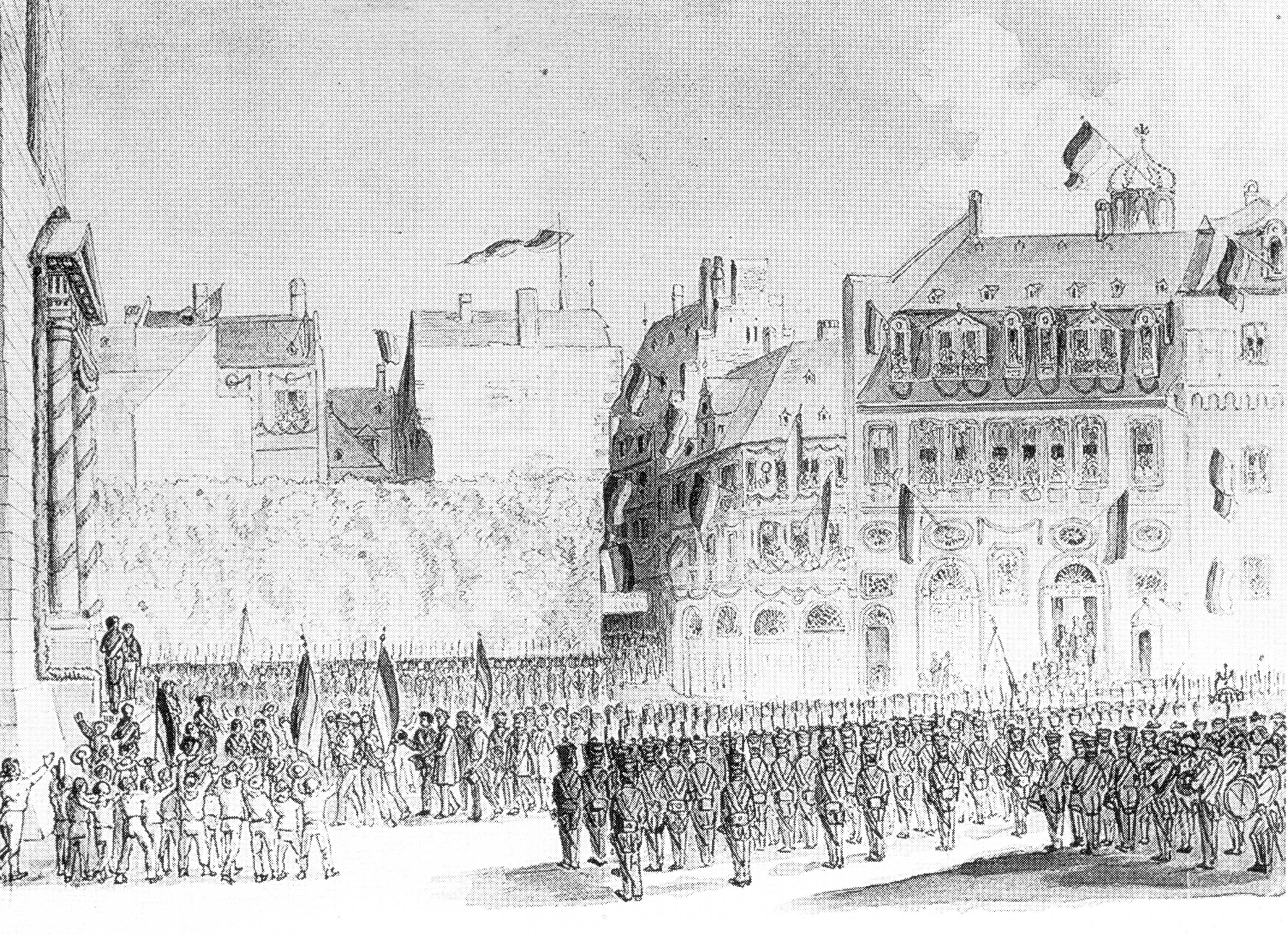
Einzug der Teilnehmer in die Paulskirche (links) am 30. März 1848. Dieses und ähnliche Bilder geben einen zu großzügigen Eindruck von den Frankfurter Straßen. In Wirklichkeit zwängten sich die vielen Menschen durch enge Gassen.

Das Vorparlament kam erstmals am 31. März in Frankfurt am Main zusammen, der Stadt, in der auch der Deutsche Bund seinen Sitz hatte. Zwar waren im Vorparlament Männer aus allen deutschen Staaten versammelt, dennoch war die Verteilung nach deutschen Staaten sehr unausgewogen:
- 141 Teilnehmer waren Preußen,
- 84 kamen aus Hessen-Darmstadt,
- 72 aus Baden
- 52 aus Württemberg
- 44 aus Bayern
- 26 aus Sachsen
- 26 aus Kurhessen (Hessen-Kassel)
- 26 aus Nassau
- 26 aus den vier freien Städten (Frankfurt, Hamburg, Bremen, Lübeck)
- 21 aus den thüringischen Kleinstaaten
- 18 aus beiden Mecklenburg
- 8 aus Hannover
- 7 aus Holstein
- 2 aus Österreich (das ähnlich viele Einwohner wie Preußen hatte, bezogen auf das Bundesgebiet)

Den Vorsitz hatte Carl Joseph Anton Mittermaier. Als Vizepräsidenten wurden Johann Adam von Itzstein, Friedrich Christoph Dahlmann, Robert Blum und Sylvester Jordan gewählt. Ursprünglich war der Kaisersaal des Rathauses ausgewählt worden. Da dieser zu klein war, wich man auf die nahegelegene Paulskirche aus. Im Kaisersaal gab es am 31. März eine feierliche Eröffnung, gleich danach zog man zur Paulskirche.

## Position des Bundestags und Positionen im Vorparlament

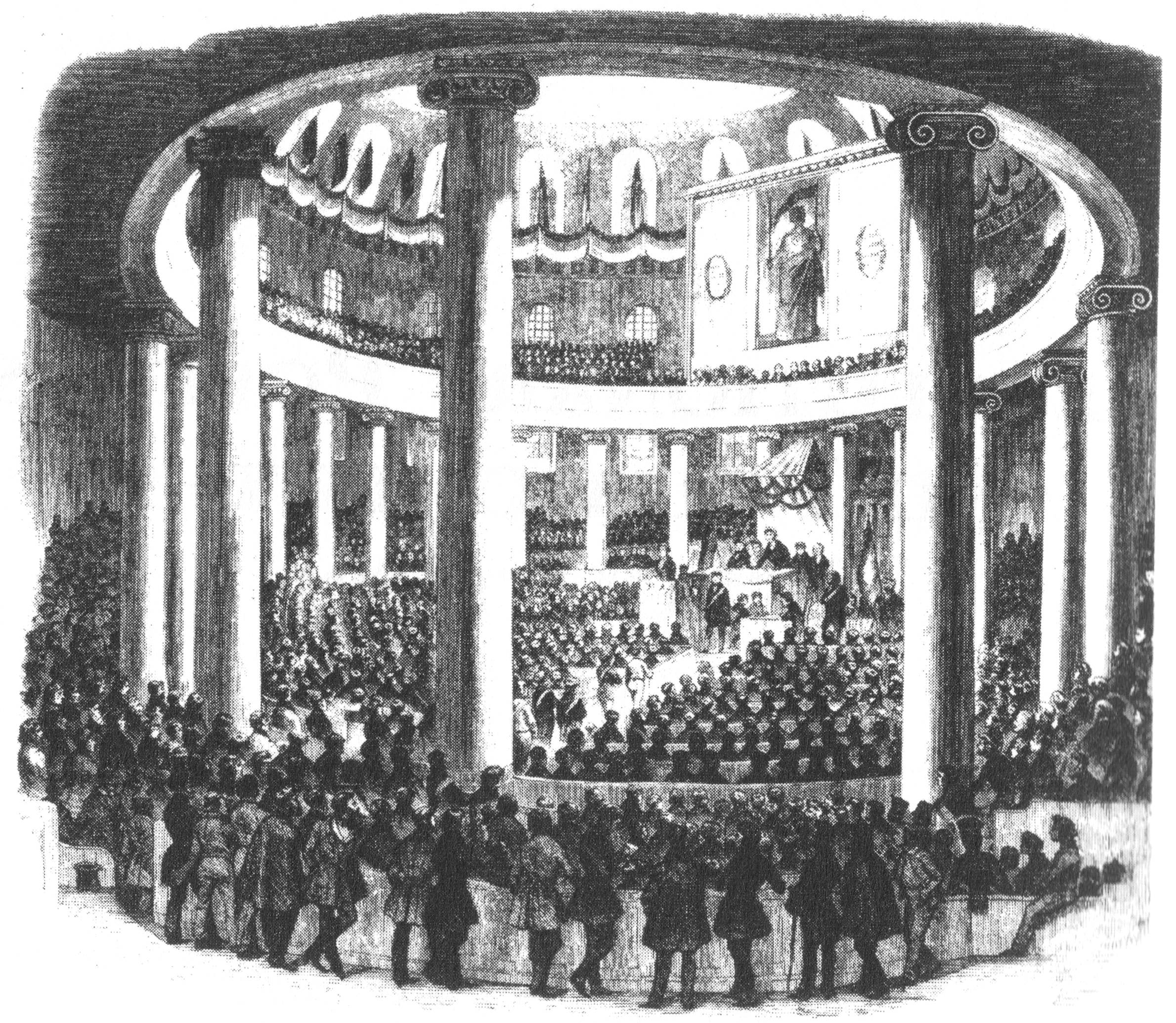
Sitzung des Vorparlaments

Das Vorparlament trat neben den Bundestag, das Organ des Deutschen Bundes. Anfang März hatte der Bundestag bereits einige liberale Reformen durchgesetzt, wie die Abschaffung der Zensur. Im Laufe des März wurden die Bundestagsgesandten großteils durch liberale Nachfolger ersetzt. Der Bundestag setzte einen Siebzehnerausschuss aus Männern des öffentlichen Vertrauens zusammen. Es gab im März und April also ein Nebeneinander von:
- Bundestag, dem legalen, aber unter revolutionären Druck geratenen Organ der deutschen Staaten, das am 30. März die Wahl einer Nationalversammlung beschloss
- dem von ihm berufenen Siebzehnerausschuss (ab 10. März), in dem Vertreter der Einzelstaaten saßen. Er arbeitete an einem Verfassungsentwurf (26. April).
- dem Siebenerausschuss der Heidelberger Versammlung (5. März), der die Teilnehmer des Vorparlaments berief und ein Verfassungsprogramm für das Vorparlament erstellte
- dem Vorparlament (ab 31. März), das einen Fünfzigerausschuss (ab 4. April) für die Zeit bis zur Nationalversammlung einsetzte

Manche Politiker gehörten mehr als einem dieser Gremien an.
Im Vorparlament stießen die gemäßigten Liberalen und die radikalen Demokraten aufeinander. Das Verfassungsprogramm des liberal dominierten Siebenerausschusses unter von Gagern befürwortete die Einsetzung eines Bundesoberhaupts und einer Bundesregierung, die Umwandlung des Bundestags in einen Senat der Einzelstaaten und die Wahl einer Volksvertretung. Der neuen Bundeszentralgewalt sollten daraufhin die Außenpolitik, das Heerwesen, Recht, Zoll und andere Aufgaben übertragen werden. Die Liberalen wollten auf dieses Programm die Nationalversammlung festlegen.

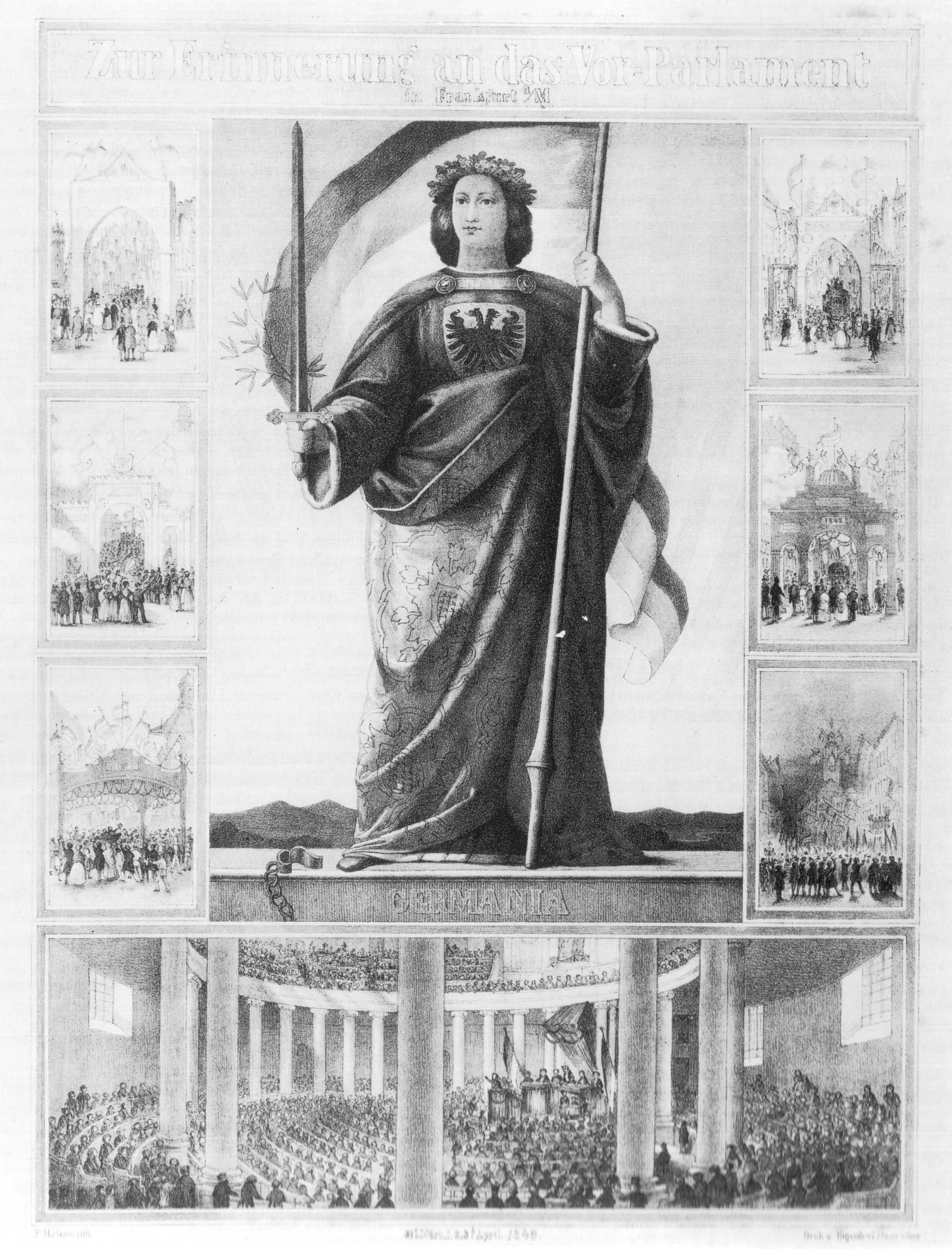
Lithographie zum Vorparlament. In der Mitte sieht man bereits das Gemälde der Germania. Es hing dort in der Paulskirche auch während der Nationalversammlung.

Die Radikalen antworteten mit dem „Struve’schen Antrag“. Er sah eine tiefgreifende Reform von Staaten und Gesellschaft vor, wie die Abschaffung des Berufsbeamtentums, die Trennung von Staat und Kirche und die Beteiligung der Arbeiter am Arbeitsgewinn. Die Monarchie in den deutschen Staaten sollte abgeschafft werden und Deutschland nach dem Vorbild der USA in einen Bundesstaat mit gewählten Präsidenten umgestaltet werden. Die Einzelstaaten Deutschlands sollten aber neu zu bildenden Reichskreisen weichen. Außerdem: Das Vorparlament sollte sich, wie einst die Generalstände von 1789 in Frankreich, für permanent erklären und einen Vollziehungsausschuss (eine Art Regierung) einsetzen.
Allerdings verstanden die Radikalen, dass sie mit ihrem Antrag in der Minderheit waren (etwa 30 Prozent im Vorparlament). Um eine Abstimmungsniederlage zu vermeiden, verwiesen sie auf die mangelnde Repräsentativität des Vorparlaments. Sie hofften, in der späteren Nationalversammlung stärker vertreten zu sein. Die Liberalen gingen auf diese Verschiebung der Grundsatzentscheidungen ein, da sie die Einheit des Vorparlaments und damit dessen Autorität wahren wollten. So konnten aber auch die Liberalen ihr Programm nicht zur Grundlage für die Nationalversammlung machen. Einig waren sich beide Lager, dass die Nationalversammlung alsbald gewählt werden sollte.

## Aktivitäten des Vorparlaments

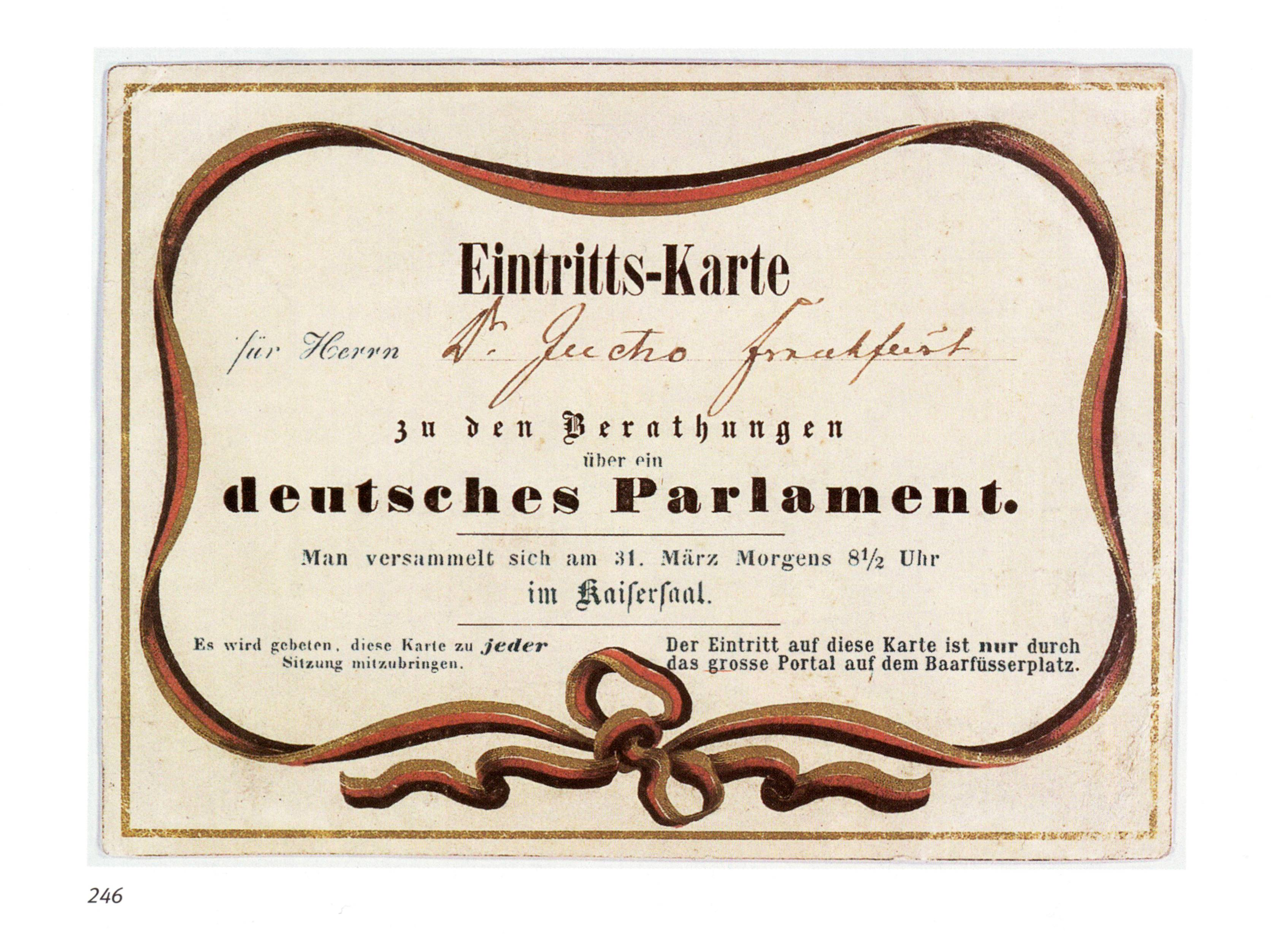
Eintrittskarte für Friedrich Siegmund Jucho, Frankfurter Jurist und Teilnehmer des Vorparlaments, in die Paulskirche

Die Radikalen beantragten abermals die Permanenz des Vorparlaments, das bis zum Zusammentritt der Nationalversammlung als vorläufiges Parlament dienen sollte. Dies wurde abgelehnt, womit die Liberalen den Weg der Evolution beschritten und den Bundestag anerkannten. Auch änderten die Liberalen einen weiteren Antrag der Radikalen ab (2. April), der den Bundestag lahmgelegt hätte. Daraufhin zog Hecker mit 40 Anhängern aus dem Vorparlament aus. Die gemäßigte Linke um Robert Blum blieb jedoch und rettete damit das Vorparlament.
Das Vorparlament gab dem Bundestag Auflagen in Bezug auf das Wahlrecht mit, die der Bundestag später mit Beschluss vom 7. April übernahm. Beide Beschlüsse des Bundestags werden auch Wahlgesetz für die Nationalversammlung genannt. Für die Zeit bis zum Zusammentritt der Nationalversammlung setzte das Vorparlament einen Fünfzigerausschuss ein, zu gleichen Teilen mit Liberalen und gemäßigten Linken besetzt. Die Radikalen um Hecker, die sich wieder dem Vorparlament angeschlossen hatten, erzielten nicht genug Stimmen. Sie wählten stattdessen den gewaltsamen Umsturz (Heckeraufstand), womit sie allerdings scheiterten. Die Frankfurter Nationalversammlung konnte am 18. Mai 1848 erstmals zusammentreten.
In der letzten Sitzung am 3. April entschied das Vorparlament, dass nur die Nationalversammlung über eine Reichsverfassung für Deutschland entscheiden dürfe. Außerdem empfahl man der Nationalversammlung eine Reihe von Grundrechten und sozialen Rechten, unter anderem die Freiheit des Schulunterrichts von Schulgeld. Historisch bedeutsam wurde das Vorparlament nicht zuletzt dadurch, dass es den Südwestdeutschen Heinrich von Gagern in ganz Deutschland bekannt machte. Sein Biograf Möller: „Die Wirkung unter den Liberalen war ungeheuer, hier hatte sich einer offen den Radikalen Hecker und Struve entgegengestellt, ohne sich hinter Geschäftsordnungstricks zu verstecken.“ Der spätere Reichsministerpräsident Gagern galt nun als Führungsfigur der Liberalen und damit als Retter vor der (radikalen) Revolution nach französischem Vorbild.

## Einschätzung
Manfred Botzenhart kritisiert, dass Minderheitenmeinungen im Vorparlament und auch später in Ausschüssen der Nationalversammlung keinerlei Rechte eingeräumt wurden. Er gesteht dem Vorparlament aber zu, dass es noch keine Geschäftsordnung mit Fraktionen gegeben habe. Die Liberalen hätten ihre Mehrheit allzu sehr ausgekostet und damit zum Auszug der Radikalen mit beigetragen. Sie unterstützten den Bundestag mitsamt dem Gedanken der Legalität und Rechtskontinuität. „Es war die Tragik der die Mehrheit leitenden Gruppe um Gagern, daß sie mit ihrer antirevolutionären Politik im März 1848 vollen Erfolg hatte, daß es ihr aber nicht gelang, so wie geplant gleichzeitig die Grundlagen der künftigen Reichsverfassung in einer auch die Regierungen bindenden Form festzulegen.“
Ernst Rudolf Huber verweist auf die verfassungspolitischen Vorstellungen der Liberalen, weswegen sie den Antrag Struves ablehnen mussten. Der Antrag hätte den Übergang von Verhandlungen zur direkten Aktion bedeutet: Das Vorparlament hätte das Aussehen der späteren Verfassung vorweggenommen und bis dahin eine Diktatur eingerichtet. Bei der damaligen Ohnmacht der Regierungen in Wien und Berlin hätte das Vorparlament „den Weg für die vollständige Revolution und die Aufrichtung einer nationaldemokratischen unitarischen Republik öffnen können.“
Günter Wollstein zufolge lief das Vorparlament wenig durchdacht und schlecht organisiert ab. Die Maximalforderungen des Struve’schen Antrags könnten als Verzweiflungstat einer Minderheit angesehen werden, oder aber (eher) als ernster Versuch der Radikalen, eine zweite Revolution in Gang zu setzen. Wegen der Erinnerungen an die Französische Revolution hätten die Liberalen unnötig ängstlich reagiert. Wollstein meint, das Vorparlament habe „eine Verbreiterung der Nationalbewegung nach links“ erschwert. Jedenfalls entschieden sich Hecker und Struve schon am 3. April zum bewaffneten Aufstand.

## Belege
1. ↑  Sarah Schrade, Johann Adam von Itzstein Digitalisat
2. ↑  Manfred Botzenhart: Deutscher Parlamentarismus in der Revolutionszeit 1848–1850. Droste, Düsseldorf 1977, S. 117–119.
3. ↑  Ernst Rudolf Huber: Deutsche Verfassungsgeschichte seit 1789. Band II: Der Kampf um Einheit und Freiheit 1830 bis 1850. 3. Auflage, W. Kohlhammer, Stuttgart [u. a.] 1988, S. 594.
4. ↑  Ernst Rudolf Huber: Deutsche Verfassungsgeschichte seit 1789. Band II: Der Kampf um Einheit und Freiheit 1830 bis 1850. 3. Auflage, W. Kohlhammer, Stuttgart u. a. 1988, S. 598/599.
5. ↑  Frank Möller: Heinrich von Gagern. Eine Biographie. Habilitationsschrift. Universität Jena, 2004, S. 212/213.
6. ↑  Ernst Rudolf Huber: Deutsche Verfassungsgeschichte seit 1789. Band II: Der Kampf um Einheit und Freiheit 1830 bis 1850. 3. Auflage, W. Kohlhammer, Stuttgart [u. a.] 1988, S. 600–602.
7. ↑  Manfred Botzenhart: Deutscher Parlamentarismus in der Revolutionszeit 1848–1850. Droste, Düsseldorf 1977, S. 129.
8. ↑  Frank Möller: Heinrich von Gagern. Eine Biographie. Habilitationsschrift. Universität Jena, 2004, S. 214–216.
9. ↑  Manfred Botzenhart: Deutscher Parlamentarismus in der Revolutionszeit 1848–1850. Droste, Düsseldorf 1977, S. 128/129.
10. ↑  Ernst Rudolf Huber: Deutsche Verfassungsgeschichte seit 1789. Band II: Der Kampf um Einheit und Freiheit 1830 bis 1850. 3. Auflage, W. Kohlhammer, Stuttgart [u. a.] 1988, S. 600.
11. ↑  Günter Wollstein: Deutsche Geschichte 1848–1849. Gescheiterte Revolution in Mitteleuropa. Kohlhammer, Stuttgart [u. a.] 1986, S. 60–63.
12. ↑  Enthält auch die Dokumente: [Frankfurter Adresse an das Vorparlament] und Arnold Duckwitz Brief vom 5. April 1848.